# Affärsjet

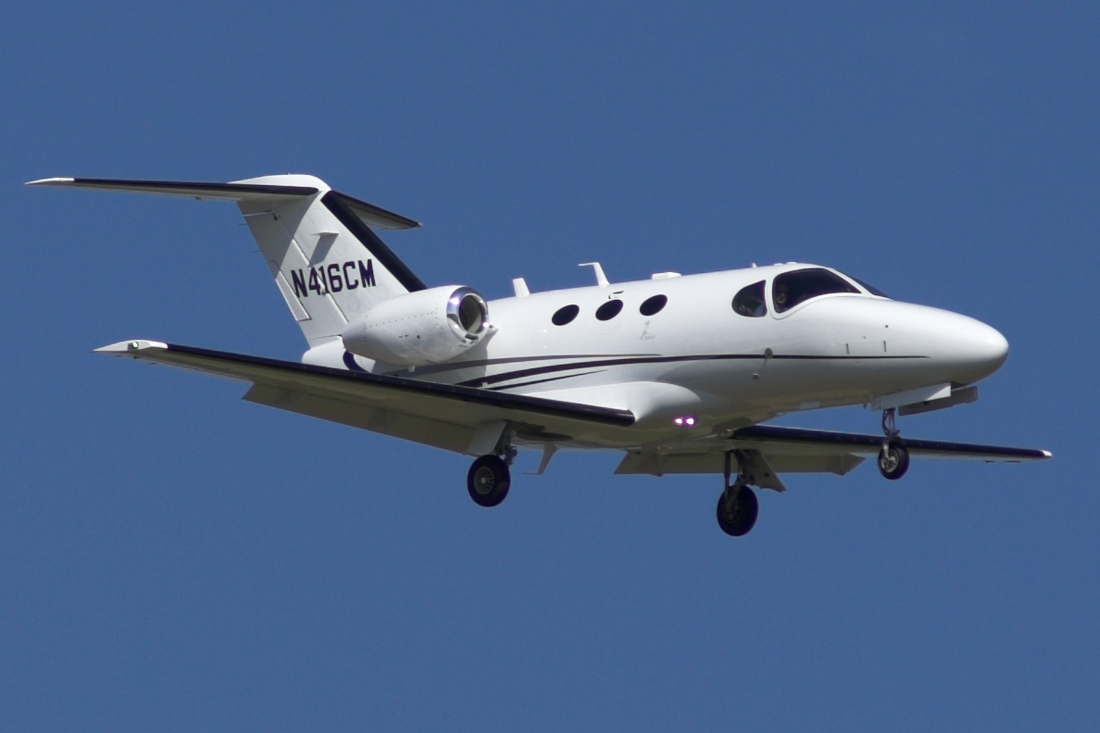
Cessna Citation är en typisk affärsjet.

Affärsjet är ett jetflygplan, som är mindre än de flygplan som normal används för kommersiell linjetrafik. Det har i första hand små grupper av affärsfolk som målgrupp, med kapacitet för omkring 4-18 passagerare.
Affärsjet används också för andra ändamål, till exempel för evakuering av skadade, fångtransporter, expressleveranser, ambulansflyg och flygfotografi samt av regeringar och militära styrkor som statsflygplan.